# پر-اریک هدلوند
پر-اریک هدلوند (انگلیسی: Per-Erik Hedlund؛ ۱۸ آوریل ۱۸۹۷ – ۱۲ فوریه ۱۹۷۵) اسکی‌باز صحرانوردی اهل سوئد بود.
وی در مسابقات کشوری و بین‌المللی در مجموع برندهٔ ۲ مدال طلا شده‌است.